# Annie Haslam

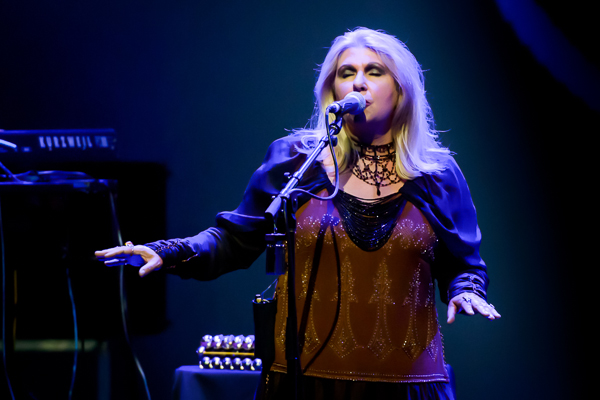
North East Art Rock Festival, Juni 2012

Annie Haslam (* 8. Juni 1947 in Bolton, Lancashire, Großbritannien) ist eine englische Rocksängerin und Texterin.

## Biografie
Sie begann eine Ausbildung als Modedesignerin, wechselte aber 1970 zum Gesangsstudium bei der Opernsängerin Sybil Knight. 1971 wurde sie die Leadsängerin bei Renaissance. Ihre Stimme hat einen Umfang von fünf Oktaven.
1977 begann sie ihre Solokarriere mit ihrem Album Annie in Wonderland, das von ihrem damaligen Verlobten Roy Wood produziert wurde.
Ihre Veröffentlichung Live Studio Concert ist auch ihre erste Solo-DVD.
Annie Haslam lebt heute (2007) im nördlichen Bucks County, Pennsylvania, USA.

## Diskografie
- 1977: Annie in Wonderland
- 1985: Still Life
- 1989: Annie Haslam
- 1994: Blessing in Disguise (Annie Haslams Renaissance-Album)
- 1998: LIVE Under Brazilian Skies
- 1999: The Dawn of Ananda
- 2000: It Snows in Heaven Too
- 2002: One Enchanted Evening
- 2005: Icon von John Wetton & Geoff Downes (Album, als Gastsängerin)
- 2006: Miles of Music mit Bob Miles (Album, als Gastsängerin)
- 2006: Live Studio Concert
- 2006: Night and Day (EP mit der walisischen Band Magenta, geschrieben  für Annie Haslam von Rob Reed and Christina Booth)
- 2007: Woman Transcending